# Anglicaanse kerk in Hongkong
De Anglicaanse kerk in Hongkong of Hong Kong Sheng Kung Hui is de organisatie van de Anglicaanse kerk in Hongkong en Macau. Het is de 38e kerkprovincie van de Anglicaanse Gemeenschap. Paul Kwong is de huidige aartsbisschop en primaat van dit gebied. Ook is Kwong bisschop van de Anglicaanse bisdom Hongkong-eiland. De bisschop van het bisdom West-Kowloon is Andrew Chan.
In de Anglicaanse kerk van Hongkong worden de volgende voertalen gebruikt: Engels, Filipino, Standaardkantonees en Standaardmandarijn.
In de hele kerkprovincie zijn er vele peuterspeelzalen, basisscholen en 33 middelbare scholen te vinden van de Anglicaanse kerk in Hongkong. Het theologische instituut in de kerkprovincie heet  Ming Hua Theological College.

## Geschiedenis
De Anglicaanse kerk in Hongkong werd in 1843 opgericht. St. Stephen's Church was de eerste kerk en werd in 1865 gesticht. Het aantal anglicanen groeide in Hongkong en Macau. Hierop werd het bisdom van Victoria (維多利亞教區) in 1849 opgericht met toestemming van het  religieuze hoofd van de kerk.

## Structuur
- Bisdom van Hongkong-eiland (香港島教區)
- Bisdom van Oost-Kowloon (東九龍教區)
- Bisdom van West-Kowloon (西九龍教區)

Ook heeft de kerk een missiegebied: Macau